# Jouy-sur-Morin
Pour les articles homonymes, voir Jouy et Morin.
Jouy-sur-Morin (prononcé [ ʒwi.syʁ.mɔ.ʁɛ̃]) est une commune française située dans le département de Seine-et-Marne en région Île-de-France.

## Géographie

### Localisation
Commune rurale de la Brie laitière (ou « Haute-Brie »), et de la vallée du Grand Morin ; est de la région parisienne, à environ 78,8 km par la route, du centre de Paris.
1. Carte dynamique
2. Carte Openstreetmap
3. Carte topographique
4. Carte avec les communes environnantes

### Communes limitrophes

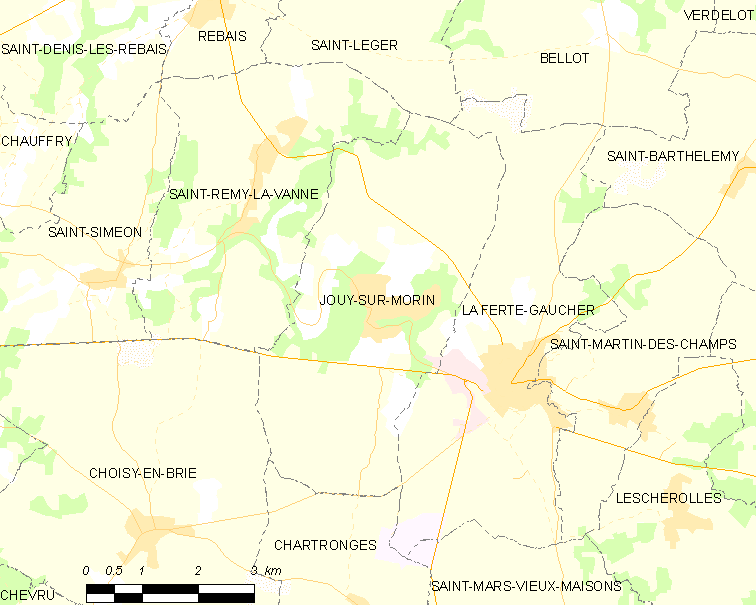
Carte des communes limitrophes de Jouy-sur-Morin.

Les cinq communes mitoyennes de Jouy-sur-Morin sont : la commune rurale de Saint-Rémy-la-Vanne (à l'ouest par la D 66, 801 habitants pour 15,00 km2, avec sa base de loisirs), la commune rurale de Saint-Léger (au nord par la route du Champcormolin, 200 habitants pour 9,63 km2), la commune urbaine de La Ferté-Gaucher (à l'est par la N 34, et chef-lieu de canton avec ses 4 150 habitants pour 17,32 km2), la commune rurale de Chartronges (au sud-est à travers champs, 270 habitants pour 8,00 km2), la commune rurale de Choisy-en-Brie (au sud-ouest à travers champs, 1 152 habitants pour 25,03 km2).
|                     | Saint-Léger    |                  |
| Saint-Rémy-la-Vanne | Jouy-sur-Morin | La Ferté-Gaucher |
| Choisy-en-Brie      | Chartronges    |                  |

### Géologie et relief
Le village s'est structuré autour des boucles de la rivière du Grand Morin. Le différentiel d'altitude est très important entre les quartiers du bas de vallée et ceux du haut de vallée (plusieurs dizaines de mètres de différentiel) et certaines pentes connaissent des déclivités très fortes (rues sur les axes descendants de la RD 934 au centre du village) ; plus loin, les hameaux les plus excentrés sont eux généralement sur des plateaux de faux-plats. D'impression visuelle, la couleur qui domine est le vert, sous ses différentes nuances selon les champs, les prés, les bois.
Géologiquement, comme dans le reste du canton, sous-sol est essentiellement constitué de marnes argileuse et de calcaires siliceux (d'où sont tirées les pierres dites « de meulières » pour la construction traditionnelle du gros-œuvre). Un forage (ou core-drill) de prospection pétrolière a été effectué au sud du quartier de La Chair-aux-Gens, comme dans ses six communes limitrophes (la Seine-et-Marne produit un quart de la production de pétrole français, surtout entre Seine et Morin, pétrole profond à plus de 2 000 mètres dans les couches du Trias). Les anciennes petites carrières et gravières du sud-est de la commune sont aujourd'hui désaffectées. Les ressources phréatiques, sont importantes à Jouy-sur-Morin : les puits de particuliers sont nombreux, et l'approvisionnement collectif a la particularité de se faire à partir de deux captages sur la commune (nappes des calcaires de Champigny / Éocène supérieur) et géré directement en régie municipale (pratique très minoritaire dans le département).
C'est une commune rurale, où en termes d'occupation des sols, l'espace urbain (construit et non-construit) n'occupe que 10 % de la surface de la commune, et l'espace rural 90 % ; à l'intérieur de l'espace urbain, l'essentiel (44 %) est occupé par l'habitat-non construit (terrains de parcs et jardins) et par l'habitat construit (43 %), le reste se répartissant surtout entre les emprises routières (6 %) et les espaces d'équipement et d'activité (5 %). La station de mesure de qualité de l'air Airparif (couverture « zone rurale Est ») est celle de la commune de Saints, à 20 km, avec des indices d'agents polluants parmi les plus bas de la région parisienne (seulement dépassée en qualité de l'air par les stations de zones rurales ouest, comme Rambouillet)

### Climat
Pour des articles plus généraux, voir Climat de l'Île-de-France et Climat de Seine-et-Marne.
En 2010, le climat de la commune est de type climat océanique dégradé des plaines du Centre et du Nord, selon une étude du CNRS s'appuyant sur une série de données couvrant la période 1971-2000. En 2020, Météo-France publie une typologie des climats de la France métropolitaine dans laquelle la commune est exposée à un climat océanique altéré et est dans la région climatique Nord-est du bassin Parisien, caractérisée par un ensoleillement médiocre, une pluviométrie moyenne régulièrement répartie au cours de l’année et un hiver froid (3 °C).
Pour la période 1971-2000, la température annuelle moyenne est de 10,3 °C, avec une amplitude thermique annuelle de 15,6 °C. Le cumul annuel moyen de précipitations est de 755 mm, avec 11,6 jours de précipitations en janvier et 8,2 jours en juillet. Pour la période 1991-2020, la température moyenne annuelle observée sur la station météorologique la plus proche, située sur la commune de Chevru à 9 km à vol d'oiseau, est de 11,2 °C et le cumul annuel moyen de précipitations est de 697,7 mm,. Pour l'avenir, les paramètres climatiques de la commune estimés pour 2050 selon différents scénarios d'émission de gaz à effet de serre sont consultables sur un site dédié publié par Météo-France en novembre 2022.

### Hydrographie

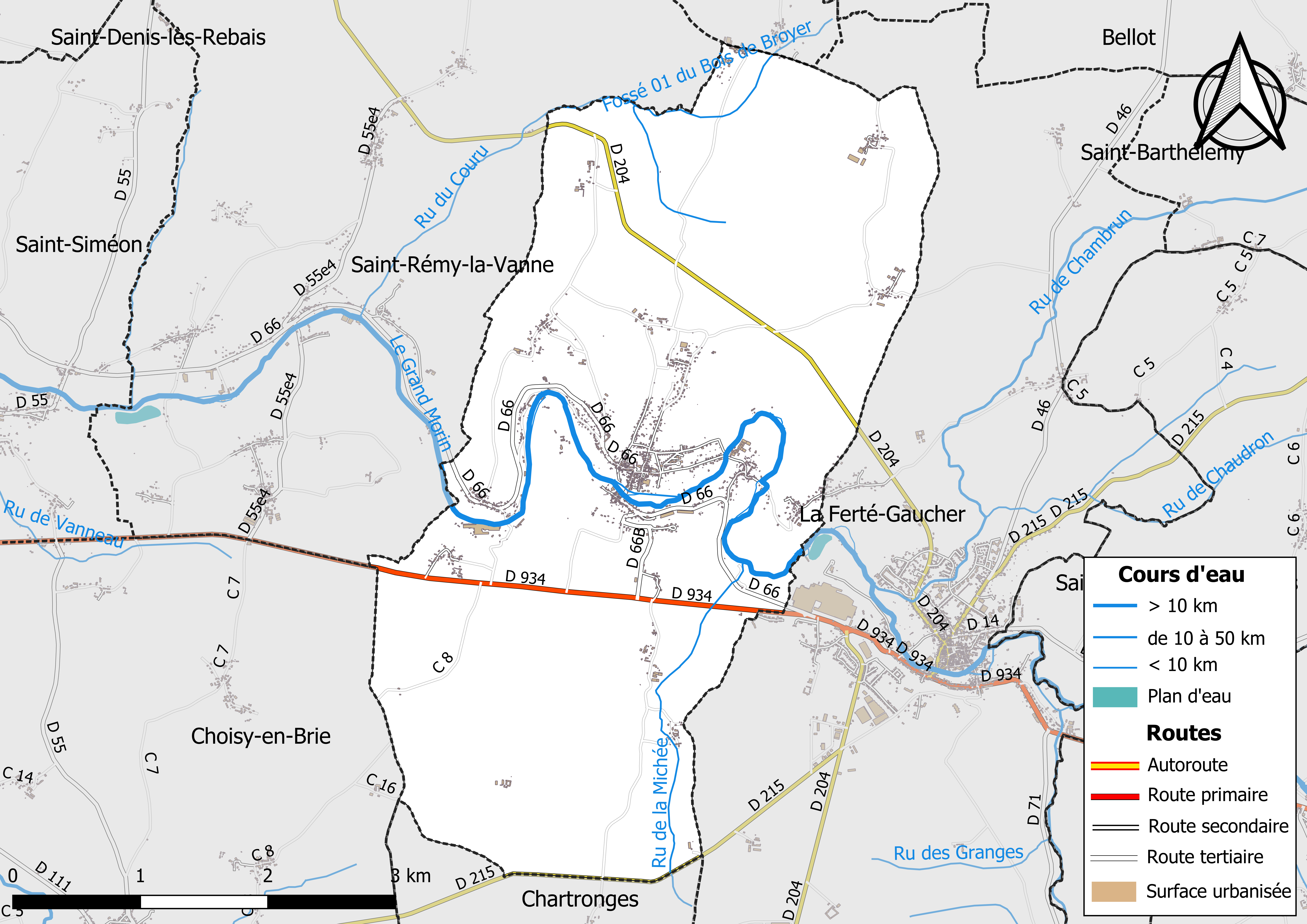
Carte des réseaux hydrographique et routier de Jouy-sur-Morin.

Le système hydrographique de la commune se compose de dix cours d'eau référencés :
- la rivière le Grand Morin, longue de 118,16 km[15], affluent en rive gauche de la Marne, ainsi que :
  - un bras de 0,14 km[16] ;
  - un bras de 0,17 km[17] ;
  - un bras de 0,16 km[18] ;
  - un bras de 0,44 km[19] ;
  - un bras de 0,55 km[20] ;
  - un bras de 0,54 km[21] ;
  - le ru de la Michée, 3,21 km[22], qui conflue avec le Grand Morin ;
  - le ru du Couru, 4,45 km[23], affluent du Grand Morin ;
    - le fossé 01 du Bois de Broyer, 1,97 km[24], qui conflue avec le ru du Couru.

La longueur totale des cours d'eau sur la commune est de 13,97 km.

### Hydrologie
Hydrologiquement, les boucles du Grand Morin y sont les plus resserrées de son cours dans le département ; il se divise en plusieurs endroits de la commune, y laissant former des îlots naturels ou artificiels (quartier du Marais, quartier du Faubourg, quartier de La-Chair-aux-Gens). Son régime est pluvial et la station de mesure hydrographique amont la plus proche est celle de Meilleray à 12 km (la station en aval de Jouy-sur-Morin est celle de Pommeuse). Il existe aussi un historique des jaugeages de profondeur à Jouy-sur-Morin, mais qui n'est pas conservé aux archives départementales de Seine-et-Marne mais aux archives départementales du Val-de-Marne.
Deux principaux ruisseaux l'alimentent, sur le territoire de la commune : l'aval du ru de la Michée, au sud-est (passe sous la RN 34) ; l'amont du ru du Couru, au nord-ouest (sert de limite de la commune après Breuil).

### Milieux naturels et biodiversité
Aucun espace naturel présentant un intérêt patrimonial n'est recensé sur la commune dans l'inventaire national du patrimoine naturel,,.

### Voies de communication et transports
Proche de l'autoroute de l'Est (autoroute A4) Paris-Strasbourg, Jouy-sur-Morin est longée sur ses lieux-dits périphériques par la nationale N 34 (Paris-Esternay-Vitry-le-François), récemment départementalisée en D 934) au sud, et la route départementale D 204 (La Ferté-Gaucher - La Ferté-sous-Jouarre) au nord-est. Elle est aussi traversée en son centre par la route départementale D 66 (Coulommiers - La Ferté-Gaucher), qui se renomme en tronçons urbains (depuis Paris) : rue de la Vallée (hameau de Champgoulin), rue Eustache-Lenoir (quartier du Champlat), rue de la Poterne (centre, et tourne spectaculairement à angle droit devant l'église), rue Saint-Pierre (centre), avenue de la Gare (quartier du Faubourg), rue de La Ferté-Gaucher (écart des Ramonets).
Elle possède une gare (Jouy-sur-Morin - Le Marais) de la ligne de Gretz-Armainvilliers à Sézanne ; de façon insolite, une carte postale ancienne de cette voie ferrée porte le nom de « Tranchée du lapin rusé ». La gare est actuellement fermée (depuis 2003) et remplacée par trois arrêts de bus pour la fin de la ligne P du Transilien (réseau régional qui dessert la grande couronne périurbaine au-delà du réseau RER), qui se prend gare de l'Est ou à Tournan ; correspondance avec la ligne E du RER d'Île-de-France (station Tournan-en-Brie).
La commune est aussi desservie par les lignes départementales d'autocars 10 et 29, avec arrêts dans les hameaux.
Le Grand Morin n'est navigable que pour la navigation de loisirs ; et même dans ce cas, la circulation des bateaux et engins de plaisance à moteur est interdite. De plus, les nombreux seuils de vannages, (retenues d'eau) de moulins ne laissent que d'étroits passages et portes à bateaux au gabarit de barques ou canoë.
L'aérodrome opérationnel le plus proche est celui de Coulommiers-Voisins (gestionnaire Aéroports de Paris) ; plus proche encore (5 km) l'aérodrome de La Ferté-Gaucher est lui réservé aux activités de loisirs (parachutisme, montgolfière, ULM classiques ou autogires). Le temps de trajet héliporté depuis l'Héliport de Paris (Balard-Issy) est d'environ 20 min.
En desserte de télécommunications, Jouy-sur-Morin possède au sud du hameau du Hardroit un pylône d'antenne intercommunale de réémetteur de télévision. Précocement en Seine-et-Marne, la commune a bénéficié de l'accès ADSL à Internet en 2003 sous l'impulsion du chef-lieu de canton. Et plus récemment encore, on cite aussi la présence d'une borne de Hotspot Wi-Fi au hameau de Pouligny.

## Urbanisme

### Typologie
Au 1er janvier 2024, Jouy-sur-Morin est catégorisée petite ville, selon la nouvelle grille communale de densité à sept niveaux définie par l'Insee en 2022.
Elle appartient à l'unité urbaine de La Ferté-Gaucher, une agglomération intra-départementale regroupant deux  communes, dont elle est une commune de la banlieue,,. Par ailleurs la commune fait partie de l'aire d'attraction de Paris, dont elle est une commune de la couronne,. Cette aire regroupe 1 929 communes,.

### Morphologie urbaine

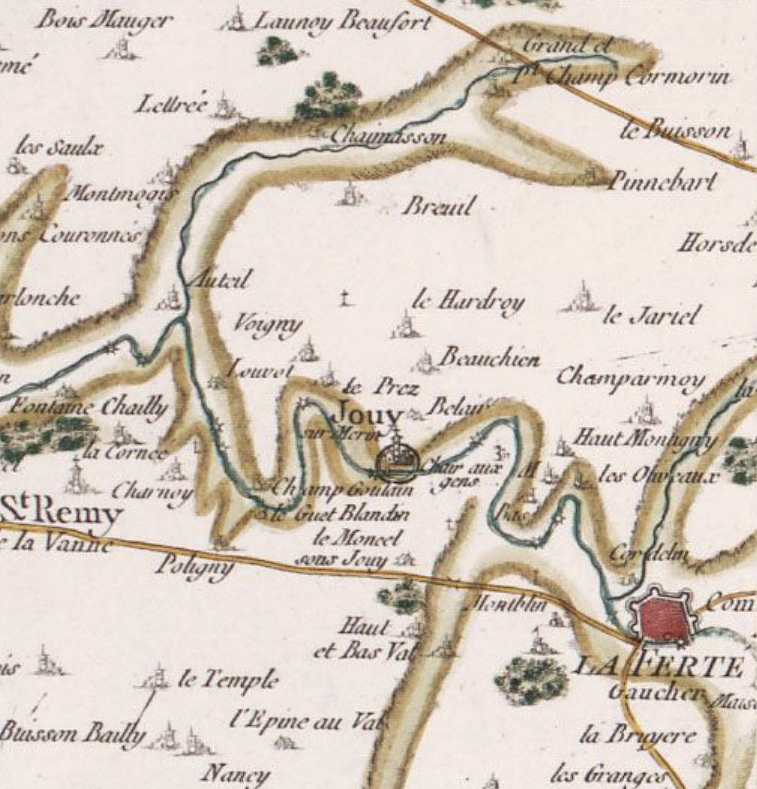
Paroisse de Jouy-sur-Morin et ses environs, carte de Cassini, 1757 ; bibliothèque virtuelle Gallica, Bibliothèque Nationale de France.

Sous l'Ancien Régime, la paroisse et plusieurs hameaux de Jouy-sur-Morin figurent dès le XVIIe siècle sur des cartes administratives, de fonction et de rendu très schématiques. C'est le cas par exemple sur la « Carte du païs de Champaigne », par Damien de Templeux (Le Clerc, 1616) qui représentait la circonscription militaire du Gouvernement de Champagne (dont l'est de la Brie faisait partie, et Jouy un point sur la carte) et de la carte « Le pais de Brie » de Willem Blaeu (1635). Puis, c'est le cas aussi sur la carte de Levacher des circonscriptions ecclésiastiques (Paris, Vouillemont 1656), dans le sud du diocèse de Meaux.
Les cartes locales vont devenir plus précises à l'époque du règne de Louis XIV, sous lequel vont être publiées trois cartes à échelles plus fines et faisant apparaître différents lieux-dits de Jouy-sur-Morin : Eslections de Meaux de Colommiers, et de Rosoy en Brie, de G. Sanson en 1670 (cote BNF Cote : IFN-7710096) ; Les environs de Paris ou sont la Prévosté, vicomté et le Présidial de Paris divisé en ses dix balliages et chatellenies, nommées vulgairement Filles du Châtelet, de J.B. Nolin en 1698 (cote BNF IFN-7710620) ; et la carte de l'Evesché de Meaux, d' A.-H. Jaillot encore en 1698 (cote BNF IFN-7710108).
Attention, les cartes d'Ancien Régime figurant Jouy-sur-Morin étant antérieures à l'unification du système métrique, il faut considérer les distances figurées en lieues, « lieue de Paris » (3,9 km) ou « lieue des Postes » (4,3 km). Les cartes anciennes mentionnant le territoire de la commune, ne font pas figurer de relais de Poste royale, que ce soit sur la Carte générale des postes de France de Melchior Tavernier (1643) ou un siècle plus tard la Carte des postes de France de Bernard-Antoine Jaillot (1748).
En réalité, les routes royales de poste suivaient soit l'axe de la Marne soit l'axe de la Seine et Aube, et les deux relais les plus proches de Jouy-sur-Morin étaient au sud celui de Provins et au nord celui de La Ferté-sur-Jouarre.
Mais c'est au XVIIIe siècle avec la célèbre carte de Cassini que débute une véritable cartographie scientifique (triangulation) et à l'échelle précise du 1/86 000° ; ceci, pas dans le feuillet de Paris (le 1er, s'arrête à Tournan) mais dans la planche de Meaux (la 45, 4e feuille). Publiés en 1757 par César-François Cassini, les relevés faits sur place à Jouy datent en réalité de 1750 à 1752, par les ingénieurs Meny, La Cour, Pouillard, Michel.
Pour la légende de la carte, elle est très précise et normalisée ; les Villages : sont en gros, en écriture droite ; les Hameaux : sont en petit, en italique ; les moulins à eau : sont les ronds étoilés sur rivière (on en dénombre une demi-douzaine sur Jouy) ; les fermes isolées : sont les petits bâtiments regardant à gauche ; les maisons isolées : sont les petits bâtiments regardant à droite ; les châteaux : sont symbolisées par un amas bâti avec fanion à gauche (on ne voit pas celui de Chauffour, le plus proche est en dessous de Montblin) ; les routes ou chemin pavés : sont les voies tracées en rouge plein (c'est le cas de « l'ancêtre » royal de la route nationale) ; le rang de paroisse : est symbolisé par l'amas de maisons plus église ; le rang de bourg : est symbolisé par un cercle (s'il n'est pas fermé ou fortifié). On voit aussi sur l'extrait jouyssien de la carte : des croix simples (de croisée de champs) ; des forêts (au nord et au sud… et moins qu’aujourd’hui) ; des reliefs de vallées (sans précision géodésique encore) ; des rivières et ruisseaux bien marqués ; et enfin du côté des sigles, l'abréviation « M. » est l'une des abréviations pour les moulins et le chiffre « 3 » isolé correspond à un point de relevé de triangulation.
Le village est encore cartographié en 1775, dans le Tableau topographique des environs de Paris de Guillaume Coutans (douzième planche, celle de Coulommiers. Toujours au XVIIIe siècle, elle est aussi sur le plan d'intendance de 1785 du cadastre de Bertier de Sauvigny de la généralité de Paris, conservé aux archives départementales de Seine-et-Marne (série C, numérisé en consultation sur place à l'Espace Numérique) ; un plan qui est à échelle beaucoup plus précise que les autres, puisque concernant les plans cadastraux de paroisses, à visées fiscales et sous la Révolution, avec encore une nouvelle cartographie de la région parisienne, à l'échelle intermédiaire du 1/67 000, en 1800. Précisions sur l'histoire territoriale de Jouy-sur-Morin qui seront complétées au début du siècle suivant, sur la carte dite « carte de l'état-major », (planche 49, celle de Meaux, détails au 1/80 000).
Au fil des siècles, il semblerait que la frontière linguistique entre le dialecte champenois et le parler briard du français se soit déplacée, dans cette zone orientale de la Brie ; l'usage courant des expressions typiquement briardes (comme « Chien de moisson » pour désigner le repas de fin de moisson d'août) semble avoir perduré jusqu'au XXe siècle.
Après la création de la commune en 1790, son organisation territoriale est définitivement fixée le 28 pluviôse an VIII sous Napoléon. Cependant des contestations continueront avec certaines communes voisines : réglée par l'État en 1835 avec Chartronges, puis en 1935 seulement avec La Ferté-Gaucher (noyau urbain collé au chef-lieu du canton)… Elle est aujourd'hui l'une des plus vastes communes du canton de la Ferté-Gaucher, derrière Choisy-en-Brie et Amillis.

### Lieux-dits et écarts
La commune compte 209 lieux-dits administratifs répertoriés consultables ici (source : le fichier Fantoir).
D'habitat très dispersé, la moitié de la population ne vit pas dans le bourg central en forme d'ancre, mais dans les hameaux périphériques, des deux côtés des boucles resserrées en forme de « M » de la vallée du Grand Morin.
- Pour le premier cercle (hameaux en continuité directe avec le tissu urbain du bourg) : le Faubourg (0,5 km au sud), la Chair-aux-Gens (1 km à l'est), Beauchien (1 km au nord), le Champlat (0,5 km au nord-ouest), le Marais (1 km au sud-ouest).
- Pour le deuxième cercle (en discontinuité avec le tissu urbain du bourg, souvent les plus gros) : le Hardroit (nord, 1,5 km), Voigny (nord-ouest à 1,5 km), Champgoulin (ouest à 2,5 km), Pouligny (sud-ouest à 2,5 km), le Montcel (sud, à 1,5 km), Montigny (est, à 2 km).
- Pour le troisième cercle (hameaux les plus éloignés et en isolement, souvent les plus petits) : Laval-en-Bas et Laval-en-Haut (sud, à 3 km), le Jariel (nord-est, à 3 km), Pinebart (nord-est, à 4 km), le Petit Champcormolin (nord, à 5 km), et Breuil (nord-ouest, à 2,5 km).

Il existe aussi quelques petits écarts, qui ne font pas l'objet d'une signalisation particulière et généralement considérés par les habitants comme faisant partie du lieu-dit le plus proche. C'est par exemple le cas pour l'Épine Ovale (au sud-ouest de Laval-en-Haut), de Crèvecœur et du Gué-Blandin (au sud de Champgoulin), de la Dorgère (à l'est de Champgoulin), du Prest (au sud de Voigny), de la Croix du Cygne (au sud du Faubourg), des Gailles (au nord de La Chair-aux-Gens), du Sainfoin (à l'ouest de Montigny), et des Ramonnets (à l'est du Montcel).
Hors des habitats, certains champs ont des noms assez pittoresques que l'on peut citer, comme les « Cours Brûlées » (au nord de Breuil), les « Terres Fontaines » (au nord du Hardroit), « la Garenne » (à l'ouest du Montcel), et le « Mauvais Poirier » (à l'ouest de Laval-en-Bas).

### Occupation des sols
En 2018, le territoire de la commune se répartit en 65,1 % de terres arables, 14,4 % de forêts, 10,9 % de prairies, 6,3 % de zones urbanisées, 2,9 % de zones agricoles hétérogènes et < 0,5 % de zones industrielles commercialisées et réseaux de communication,.

### Intercommunalité
Jouy-sur-Morin fait partie de la communauté de communes des 2 Morin depuis le 1er janvier 2017 à la suite de la fusion entre la communauté de communes de la Brie des Morin et du Cœur de la Brie.
- SI d'électrification de Coulommiers (SIVU) : créé en 1926, siège à Marolles-en-Brie ; 67 structures adhérentes (communes), représentant une population de 51 475 habitants et une superficie de 86 469 ha.
- SI de ramassage scolaire de La Ferté-Gaucher (SIVU) : créé en 1960, siège à La Ferté-Gaucher ; 17 structures adhérentes (communes), représentant une population de 9 226 habitants et une superficie de 21 957 ha.
- Syndicat mixte d'alimentation en eau potable de la région nord-est de la Seine-et-Marne (SMF) : créé en 1964, siège à Rebais ; 6 structures adhérentes (3 syndicats et 3 communes dont Jouy-sur-Morin), représentant une population de 42 704 habitants et une superficie de 65 750 ha.
- Syndicat mixte pour la collecte et le traitement des ordures ménagères de Coulommiers (SMF) : créé en 1968, siège à Coulommiers ; 35 structures adhérentes (5 Communauté de communes et 30 communes dont Jouy-sur-Morin), représentant une population de 95 023 habitants et une superficie de 120 409 ha.
- SI pour la construction du réémetteur de télévision de Jouy-sur-Morin (SIVU) : créé en 1980, siège à La Ferté-Gaucher ; 4 structures adhérentes (communes), représentant une population de 7 720 habitants et une superficie de 6 307 ha.
- SI de travaux et exploitation du réseau d'assainissement du hameau de Montigny (SIVU) : créé en 1980, siège à La Ferté-Gaucher ; 2 structures adhérentes (communes), représentant une population de 6 158 habitants et superficie de 3 577 ha.
- SI à vocation scolaire du secteur de La Ferté-Gaucher (SIVU) : créé en 1980, siège à La Ferté-Gaucher ; 17 structures adhérentes (communes), représentant une population de 13 105 habitants et une superficie de 22 900 ha.
- SI de la Vallée du Haut Morin (SIVU) : créé en 1986, siège à La Ferté-Gaucher ; 12 structures adhérentes (communes), représentant une population de 10 885 habitants et de superficie de 14 756 ha.
- SI d' assainissement carte nord-est Seine-et-Marne (SIVOM) : créé en 2000, siège à Rebais ; 32 structures adhérentes (communes), représentant une population de 25 678 habitants et superficie de 38 538 ha.

Et au-delà de l'intercommunalité, en zonage de services publics, Jouy-sur-Morin a les rattachements suivants (service déconcentrés de l'État ou des collectivités locales). Académie scolaire (Créteil) : I.A. de Melun; ALE : de Coulommiers ; Antenne de Justice : de Coulommiers ; Armée de Terre : RTIDF de Paris ; CAF : de Coulommiers ; Centre des Impôts : de Coulommiers; CCI : de Marne-la-Vallée ; Chambre d'Agriculture : du Mée-sur-Seine ; Chambre des Métiers et de l'Artisanat : de Meaux ; CIRA : de Paris ; Collège : de La Ferté-Gauche r; CPAM : de Coulommiers ; DDAF : de Melun ; DDASS : de Melun ; DDCCRF : de Melun ; DDE : de Coulommiers ; DDcS : de Melun; DDSV : de Melun; UT : de Melun; DIREN : de Gentilly; DRAC : de Paris; DRIRE : de Savigny-le-Temple; Gendarmerie : de La Ferté-Gaucher ; Hôpital : de Coulommiers ; lycée : de Coulommiers; MDS : de Melun ; Médiathèque Départementale : du Mée-sur-Seine ; Musée Départemental : de Saint-Cyr-sur-Morin ; Office du Tourisme : de La Ferté-Gaucher ; PIJ : de Coulommiers ; Prud'hommes : de Meaux; Trésorerie publique : de La Ferté-Gaucher; Tribunal administratif : de Melun; Tribunal de Commerce (et RCS) : de Meaux ; Unité d'action sociale : de Coulommiers; Zone de défense Interarmées de Paris : DMD de Melun. Et le CIS de La Ferté-Gaucher, bien qu'en première intervention existent sur place au village les pompiers volontaires du CPI de Jouy-sur-Morin.
En risques naturels, la commune est concernée par les mêmes problématiques que le reste de la vallée du Grand Morin, à savoir le risque d'inondations dans les anciens quartiers bas, comme le Marais, prévu dans le plan de prévention des risques de 2005. Le profil souvent encaissé des coteaux de la vallée a pu provoquer aussi des éboulements lors de conditions climatiques exceptionnelles, sur ses pentes les plus raides, ce dont témoignent six autres arrêtés de la préfecture de Seine-et-Marne. Les incendies les plus volumineux de l'histoire de la commune ne sont pas des incendies agricoles, mais industriels : avec en janvier 1982 le spectaculaire incendie d'artifices de Noël de l'entrepôt Droguet international ; et avec en septembre 1991 l'incendie de la papeterie ArjoWiggins qui voit partir en fumée 800 tonnes de matières premières (pâte à papier et carton) et endommager un local de 1 800 m2.
Parc naturel régional (PNR) : la commune de Jouy-sur-Morin est aussi incluse dans le périmètre d'étude du futur parc naturel régional de la Brie et des 2 Morin.

### Logement
- En 2006, la population de Jouy-sur-Morin est composée de 75 % de propriétaires et de 20 % de locataires. La taille des logements est, conformément à sa strate de comparaison, beaucoup plus grands que la moyenne nationale (1,5 % de studios seulement, et à l'autre extrémité 39 % de T5 et plus). Les logements sociaux y sont présents, avec la résidence HLM des Trois Moulins ; compter aussi 8 % de logements vacants. Excentré de la région parisienne, le prix moyen de l'immobilier à la vente est en dessous de la moyenne nationale, entre 2 000 et 2 500 €/m2 (moyenne nationale à 3 200 €/m2)[68]

Historiquement, Jouy-sur-Morin est une commune qui construit peu, à la différence de la commune limitrophe de La Ferté-Gaucher et des communes aval de la vallée du Grand Morin : pour la moyenne annuelle de constructions de logements entre 1994 et 2003, elle est comprise dans la tranche statistique la plus faible, celle des communes construisant entre 1 et 10 logements/an. Une seule opération de création de lotissement est à signaler sur les dernières décennies, celle de La Croix du Cygne, le long de l'ancienne voie ferrée entre le Faubourg et le Montcel.
La commune compte environ 10 % de résidences secondaires.
- En 2016, le nombre total de logements dans la commune était de 1 037 dont 84,9 % de maisons et 14,3 % d'appartements[Note 8].

Parmi ces logements, 81,7 % étaient des résidences principales, 4,6 % des résidences secondaires et 13,6 % des logements vacants.
La part des ménages fiscaux propriétaires de leur résidence principale s'élevait à 79,2 % contre 20,1 % de locataires dont, 7,6 % de logements HLM loués vides (logements sociaux) et, 0,7 % logés gratuitement.

## Toponymie
Le nom de la localité est mentionné sous les formes Joy en 1112 ; Ecclesia Sancti Petri de Goy en 1145 ; Joi en 1154 ; Joy suz Morain en 1281 ; Joy saur Morain en 1284 ; Johi en 1326 ; Jouy sous Morin en 1700.
Il s'agirait donc du « domaine de Gaudius », nom de personne chrétien, issu du bas latin gaudia qui a donné joie en français. Il est suivi du suffixe -acum d'origine celtique qui marque la propriété.
Sur la carte[Laquelle ?] de certains noms de lieux n'ont pas changé (comme Voigny), en revanche, Le grand Champcormolin est attesté sous la forme Le grand Champ Cormorin, Pinebart sous Pinnebart, Le Hardroit sous Le Hardroy, Champgoulin sous Champ Goulain, Pouligny sous Poligny, Le Montcel sous Le Moncel-sous-Jouy, Laval-en-Bas sous Bas Val, et encore L'Épine Ovale L'Épine au Val, etc[réf. nécessaire].
- Les noms explicites : Beauchien, le Champlat, La Chair-aux-Gens, Crèvecœur, le Faubourg, les Gailles, Gué-Blandin, le Marais, le Prest, les Ramonnets, le Sainfoin.
- Les noms implicites : Breuil, Petit Champcormolin et Grand Champcormolin, Champgoulin, la Dorgère, le Hardroit, Le Jariel, Pouligny, Le Montcel, Montigny, Pinebard, Voigny.

## Histoire
Occupée depuis l'Antiquité, son nom latin était « Gaudiacus » (dont l'interprétation peut être double) ; puis devient « Johi » ou « Joy » au milieu du Moyen Âge.

### Antiquité
Le territoire communal actuel était traversé sur ses hauteurs (versant sud) par la voie romaine reliant Lutèce (Paris) à Durocortorum (Reims), la V.R.13 par Calagum (commune voisine de Chailly-en-Brie). Le tracé de cette voie romaine fut presque respecté lors de la création de la route nationale 34 (depuis 2006 : RD 934). Cette voie romaine ne semble pas avoir été un axe majeur dans l'Empire romain (province de Gaule lyonnaise), comme avait pu l'être dans la région la voie reliant Meaux (Iatinum, en pays Meldes) et Sens (Agedincum, en pays Sénons).
Il y a quelques années, des fragments de poteries communes gallo-romaines ont été retrouvés sur le site du Moulin des Ramonets, en fouilles archéologiques subaquatiques. Il est à noter que le nom même de « Ramonets » - ou « Romanets » selon les sources bibliographiques, est directement lié à la présence romaine : un chemin dit des « Romanets » quittait autrefois la voie romaine et, suivant le rue de la Michée qu'enjambe le Pont des Romains, il allait franchir le Grand-Morin au gué du Moulin des Ramonets avant de se diriger ensuite vers le hameau de Montigny.
Si l'on connaît mal, au niveau local, les limites du découpage de la civitas des Meldes dans ses différents pagi (équivalents de nos arrondissements), et de ceux-ci en vici (équivalents de nos communes), et s'il est donc difficile de localiser les établissements composant le vici qui fut probablement à l'origine du bourg actuel, il n'en reste pas moins qu'au moins un établissement gallo-romain - peut-être deux, ont existé sur le versant sud de la vallée : implantés entre la voie romaine et le bourg actuel, ils ont été récemment localisés en prospection au sol (découvertes, de fragments de Tegulae, de tesson de céramique sigillée noire et rouge et de poteries communes). D'autres traces de l'occupation romaine ont également été découvertes par le passé à faible distance de la voie romaine : trésor monétaire, sépulture contenant un fragment de meule à grains gallo-romaine, portion de la voie romaine.
Le vici local suit le destin de la « cité » des Meldes qui, à partir de 303, va être rattachée à la province de la Lyonnaise IV dont le gouverneur était à Sens, et ce jusqu'à la fin de l'Empire et l'expansion franque.

### Moyen Âge

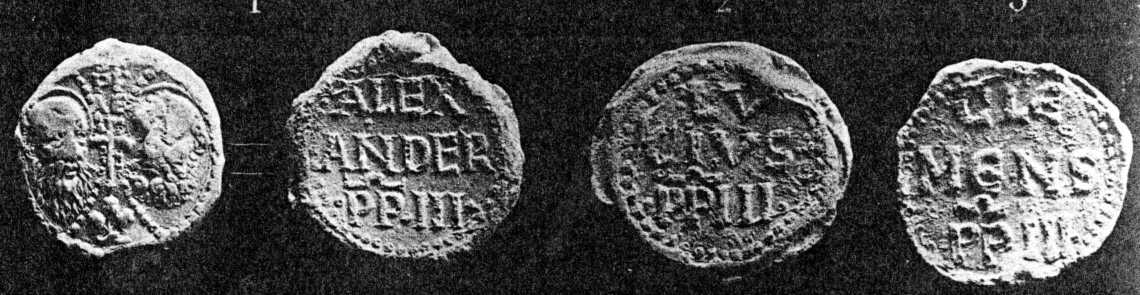
Sceaux de bulle pontificale d'Alexandre III, Tabularium de Monreale.

Située au Moyen Âge entre les commanderies templières de Coulommiers et La Ferté-Gaucher (templiers qui ne dureront pas et seront remplacés de force par les Hospitaliers), la cure (et donc les revenus qui vont avec) est donnée par bulle papale (Alexandre III, longtemps réfugié en France) en 1180, aux chanoines de la cathédrale de Meaux. La seigneurie, elle, appartenait d'abord à l’abbesse de Faremoutiers (abbaye royale de Faremoutiers qui avait été auparavant très importante, au Haut-Moyen Âge) et ses vassaux châtelains de Jouy seront d'abord les Châteauvillain (jusqu'en 1310). Le village fait alors partie, comme tout l'est de la Brie, du comté de Champagne dont la frontière occidentale s'avançait jusqu'à Rozay-en-Brie ! Époque régionalement prospère, où les foires internationales comme Provins ou Lagny ne doivent pas masquer l'activité des marchés et foires locales ; jusqu'à la réunion du comté au domaine royal en 1284, on voir circuler localement les monnaies des deniers d'argent de Provins et de Meaux. Puis à l'époque de la guerre de Cent Ans les La Grange prendront la suite de la seigneurie, guerre qui amène une certaine insécurité dans les environs, par la circulation de bandes armées (prise et reprise de Coulommiers).

### Temps Modernes

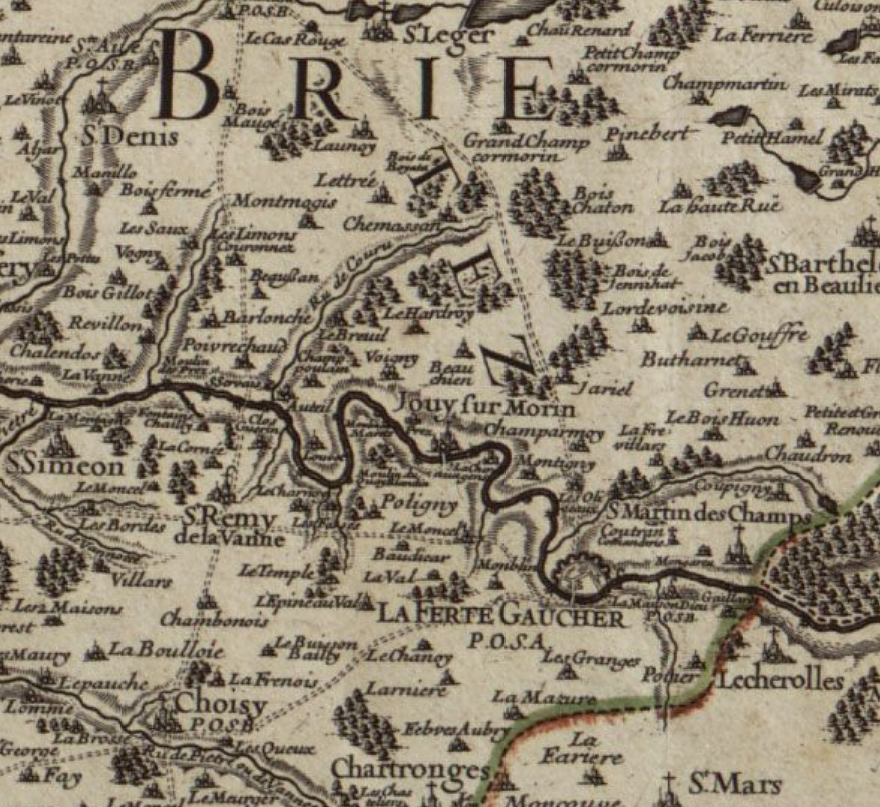
Extrait de la carte de l'évesché de Meaux, par A.H. Jalliot, 1698.

En 1578, le bourg est fortifié, dans le contexte violent des guerres de Religion qui ensanglantent alors les communes voisines de la Brie et leurs minorités protestantes (Coulommiers, Rebais, Saint-Siméon) ou lieux majoritairement protestants comme La Ferté-sous-Jouarre. De façon très stable sinon, les châtelains de Jouy seront de 1478 à 1780 la famille des De Bonneval, vivant à l'extérieur du village ; on les retrouve parfois orthographiés « seigneurs de Jouy sur Morain en Brie », comme dans les chroniques paroissiales. Du XVIe au XIXe siècle se tiendront à Jouy deux foires annuelles, dont témoignent l'ensemble de grandes caves de stockage découvertes au bourg près de l'ancienne place de la Halle.
Jouy-sur-Morin a même possédé à cette époque préindustrielle un petit port, au lieu-dit de la Chair-aux-Gens, port de rivière et port modeste, qui correspondait en un point d'appontement de barques.
Sous l'Ancien Régime, Jouy-sur-Morin appartient administrativement à : l'Intendance de Paris (subdélégation de Coulommiers) et au bailliage de Meaux (administration royale) ; régie sous la coutume de Meaux, par le Parlement de Paris (administration judiciaire) ; et économiquement au grenier à sel de Provins, (pays de Grande Gabelle et des Cinq Grandes Fermes, administration fiscale) ; au diocèse de Meaux et à la doyenné de La Ferté-Gaucher (administration ecclésiastique) ; et au gouvernement de Champagne, comme la moitié de la Brie (administration militaire). Dans les poids et mesures, non unifiés avant la Révolution et le système métrique, on compte avec la mesure d'origine médiévale champenoise dite du marc de Troyes. Un des surnoms de cette partie de la Brie, avant d'être la « Brie laitière » contemporaine, était d'être l'ancienne « Brie des moulins » : manufacturiers ou alimentaires, Jouy en comptait une douzaine sur ses 6 km de cours (voir infra, Monuments). Les moulins alimentaires n'étaient pas forcément des moulins à farine, mais aussi des moulins à huile (huile de noix, comme dans le cas de l'ancien moulin du Marais et de l'ancien moulin des Gailles. Les productions agricoles étaient aussi beaucoup plus variées qu'aujourd'hui (présence de vignes au hameau de Montigny). À cette époque, se maintenait encore ce qui a été depuis le Moyen Âge la principale activité manufacturière de Jouy-sur-Morin, favorisée par la rivière : le textile de toileries et surtout la tannerie ; par dérision, les habitants d'autres villages surnommaient par cette activité salissante les Jouyssiens « les ventres jaunes ».

### Époque contemporaine

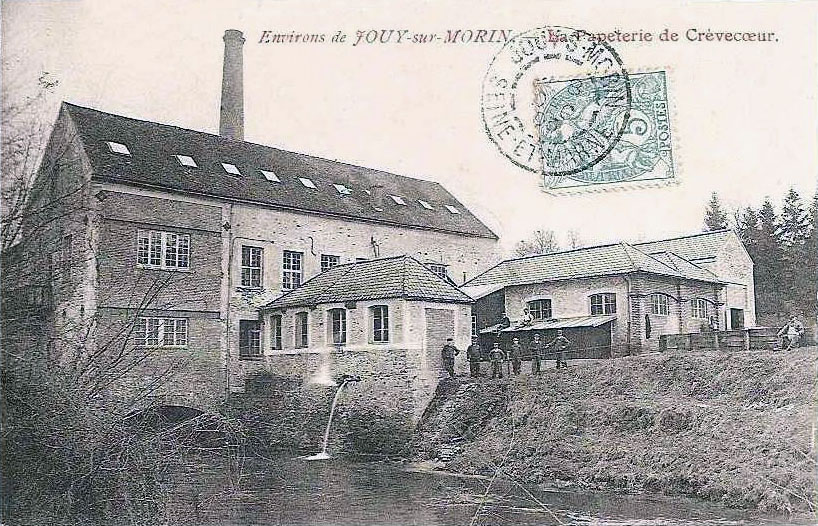
La papeterie de Crèvecœur vers 1900 (carte postale, auteur inconnu).

À la Révolution, troubles contre-révolutionnaires (1793) sur la commune et La Ferté-Gaucher (provisoirement rebaptisée « La Ferté-sur-Morin »), et Jouy-sur-Morin a son guillotiné pendant la Terreur en la personne de son ancien maire, Pierre Mazure (tisserand âgé de 57 ans, arrêté puis condamné à mort comme « complice d'un complot dans le département de Seine-et-Marne », le 12 ventôse an II, par le Tribunal révolutionnaire de Paris, et exécuté à Paris). À la fin des guerres de l'Empire (Campagne de France (1814)), passages de cavaliers cosaques en février puis en mars 1814. Au XIXe siècle, la renommée de Jouy-sur-Morin vient de la fabrique du papier, là encore favorisée par l'eau (et déjà préexistante à petite échelle manufacturière), pour assignats puis billets de la Banque de France à la papeterie du quartier Crèvecœur-Marais (les travaux définitifs étant achevés en 1865) ; même sous statut privé, la papeterie était un lieu très sécurisé et surveillé, notamment par l'État, comme en témoigne la présence d'un dossier jouyssien détaillé (1816) aux Archives nationales dans les fonds F7 (Police générale). Économiquement, l'établissement du Marais va même prendre encore de l'ampleur, quand en 1828 son propriétaire Félix Delagarde absorbe la papeterie de Sainte-Marie (en aval à Boissy-le-Châtel) et fonde l’une des premières sociétés anonymes françaises : « les papeteries du Marais et de Sainte-Marie ». Du XIXe au XXe siècle, Jouy-sur-Morin possède aussi un nombre important de petits commerces, disparus aujourd'hui mais encore visibles sur les anciennes cartes postales (plusieurs cafés, un hôtel-restaurant, une faïencerie, un marchand de vin et de liqueurs, plusieurs commerces alimentaires, deux merceries, et une Union commerciale bien en vue). Administrativement, Jouy-sur-Morin a même possédé une perception des impôts, à compétence sur plusieurs communes voisines. Cette région se retrouve incluse dans la zone d'occupation militaire prussienne pendant la guerre de 1870 pendant plusieurs mois. Le chemin de fer n'arrive qu'après la guerre et, à partir des années 1880 (Belle Époque), avec la modernisation rurale de la Troisième République (ce sont aussi les années de la construction de la mairie), ce qui met la commune à 2 h 45 de Paris, avec la Compagnie des chemins de fer de l'Est.
Pendant la Première Guerre mondiale, bref passage de la Ire armée allemande (première bataille de la Marne) pendant trois jours de septembre 1914 ; le climat précédant l'arrivée des Allemands dans le village est très bien rendu dans le récit autobiographique d'une franco-américaine de passage à Jouy-sur-Morin : Frances Wilson-Huard Journées où furent commises des déprédations et un viol dans quartier du Marais par deux soldats allemands. La commune est rapidement libérée à la contre-attaque franco-anglaise sur le Grand-Morin, le 8 septembre 1914 par le bataillon écossais du First Scots Guards, sans combats (les accrochages auront lieu un peu plus loin, à Bellot et à Sablonnières). Pendant la durée de la guerre, Jouy-sur-Morin abrite l'hôpital de la Croix-Rouge américaine no 107 (réparti sur deux sites, avec celui du château de Montanglaust de Coulommiers) ; le statut civil (d'ailleurs même les hôpitaux militaires sont interdits de bombardement par les Conventions de Genève) de l'hôpital ne l'empêche pas d'être bombardé par des avions allemands, le 15 juillet 1918 lors de la seconde bataille de la Marne (qui n'atteint pas la Seine-et-Marne), faisant 1 mort et 18 blessés. Une infirmière américaine, Jane Jeffrey, reçoit d'ailleurs la médaille du Distinguished Service Cross pour être restée à son poste pendant ce bombardement malgré y avoir été gravement blessée. À la fin de la Première Guerre mondiale, pour les mobilisés, le bilan des pertes militaires a été de 85 morts jouyssiens : le monument aux morts laïc de la commune est doublé d'une plaque commémorative dans la nef de l'église Saint-Pierre-et-Saint-Paul (70 noms). Il y a eu aussi cinq décès militaires sur le territoire de la commune, décès hospitaliers, en évacuation sanitaire. L'Entre-deux-Guerres voit une décision importante sur le destin économique de la commune : pour des raisons stratégiques (exposition au risque d'invasion allemande), la Banque de France décide d'une part de reprendre en gestion directe la fabrication (papeterie et imprimerie) des billets, jusque-là confiée à des sociétés privées comme celle de la papeterie de Jouy-sur-Morin et surtout, d'autre part, de regrouper ces installations dans le centre de la France en Auvergne, déplacement de production effectué entre 1920 et 1923 (après le site de Biercy à St-Cyr-sur-Morin, c'est depuis le site de Vic-le-Comte près de Clermont-Ferrand qui est la papeterie de la Banque de France). L'électricité domestique arrive sous le mandat d'Eustache Lenoir à la fin des années 1920, bien plus tardivement que le téléphone et bien plus tardivement que dans les grandes villes (problématique de l'électrification rurale), mais plus précocement dans que d'autres zones rurales de Seine-et-Marne.
La Seconde Guerre mondiale voit sous l'Occupation l'interdiction de chasser avec fusil sur la commune (déclaration et remise des armes de chasse en mairie puis stockage vers les dépôts départementaux, comme dans toute la Zone Occupée), seul le furetage aux bourses (furet et filets) est autorisé. Surtout, il faut mentionner l'installation d'un mirador de surveillance allemand sur les hauteurs Chemin des Gailles (au-dessus de la Chair-aux-Gens) ; en plus de surveiller les voies de communication, la portée de ce mirador portait sur les aérodromes des communes voisines. De fait, les actes de résistance locaux se feront sur des secteurs plus discrets que Jouy, comme dans la Brie boisée, pour les sabotages ferroviaires, ou sur le village mitoyen de Verdelot pour les caches (résistants, aviateurs anglo-américains, déserteurs allemands). Le village est libéré le 27 août 1944 par la IIIe armée des États-Unis en marche vers La Ferté-Gaucher voisine où se produiront de courts combats à l'entrée de la ville. Dans la restructuration industrielle de l'après-guerre, la société de papeterie change de nom en 1953 et les usines d’ARches, de JOhannot, du MArais et de RIves se fondent en une seule grande entreprise : Arjomari. Les « Trente Glorieuses », années d'après-guerre, ne le seront pas particulièrement pour Jouy, qui suit certes l'évolution nationale concernant sa voirie et ses équipements collectifs, mais qui voit la disparition progressive de ses petits commerces, du nombre d'exploitations agricoles, des animations collectives. L'arrivée de la crise économique depuis les années 1970 provoque d'importantes pertes d'emplois dans les usines de la commune malgré des intégrations dans des groupes internationaux (naissance du groupe Arjo-Wiggins-Appleton en 1991, issu de la fusion du Français Arjomari Prioux et de l'Anglais Wiggins Teape Appleton, puis rachat en 2000 par l'OPA de la compagnie financière Worms, maintenant Sequana Capital) jusqu'à nos jours, dans le contexte de vagues de licenciements sur l'ensemble de l'arrondissement : en 2001, passage de 114 à 17 salariés pour la liquidation judiciaire de Droguet International (entrepôt décorations de Noël, toute une figure de l'identité jouyssienne) et sa reprise partielle au deuxième plan par son concurrent Sapin-Lutin (racheté en 2006 par LMR) avec diversification à tous les articles de fêtes, en 2003 perte d'un bon tiers des salariés de la papeterie ArjoWiggins (deux plans sociaux en quelques années sur l'usine).
Témoignage d'O.V.N.I. le 30 septembre 1954 : en fin d'après-midi du 30 septembre 1954, Eugène Farnier, membre de la société des ingénieurs civils de France, dit avoir observé pendant 20 minutes une soucoupe volante au-dessus du lieu-dit les Gailles. C'est surtout la personnalité de l'observateur, pionnier historique de l'aviation française retraité à Jouy, qui a contribué à médiatiser alors cette affaire avec beaucoup d'interviews (dans quotidiens nationaux, à la radio, et jusqu'en séance du conseil municipal de Jouy-sur-Morin). Elle est aussi socialement à recontextualiser dans le cadre de la « vague française » de 1954, qui constitue à elle seule 2 % des statistiques d'observations d'OVNI (ou PAN) recensées dans le monde.
Venue d'artiste, en 1976 : le peintre français Hervé Le Bourdellès (médaille d'or des Artistes français en 1979), proche du style du groupe dit « de réalité poétique » d'Après-Guerre (très inspiré par le Fauvisme du début du XXe siècle), est venu réaliser une estampe (eau-forte) de paysage de Jouy-sur-Morin (aujourd'hui conservé à la Bibliothèque nationale de France, Département des Estampes et photographies).
Faits-divers : si un examen de la revue de presse sur la commune, dans la PQR, révèle surtout des accidents routiers et des incidents du périmètre de la discothèque (une dizaine d'occurrences de 2001 à 2008), Jouy-sur-Morin a connu un fait-divers très particulier qui a défrayé la chronique judiciaire départementale en 2003, avec l'affaire dite « du pompier pyromane » ; un jeune pompier volontaire ayant commis une huitaine d'incendies dans les champs (ballots de paille, tas de fumier, cabanons à outils) entre février et août 2003 (condamnation à dix-huit mois de prison dont neuf avec sursis par le tribunal correctionnel de Meaux le 5 juillet 2004).

## Politique et administration
Avant la construction de la mairie en 1888, les réunions du conseil municipal se tenaient dans le bâtiment de l'ancienne école.

### Tendances politiques et résultats
La sociologie politique jouyssienne est identique à celle de l'ensemble du canton de La Ferté-Gaucher ou à celle du canton de Coulommiers, avec un balancier politique axé à sur la droite. À l'élection présidentielle de 2002 (second tour), les résultats étaient de 73 % pour J. Chirac et de 27 % pour J.M. Le Pen ; à l'élection présidentielle de 2007 (second tour), les résultats étaient de 63 % pour N. Sarkozy et de 37 % pour S. Royal. Soit en moyenne un différentiel d'une dizaine de pourcentages vers la Droite par rapport à la moyenne nationale.
Mais cette tendance ne se traduit pas dans l'histoire de l'exécutif municipal jouyssien, dont les listes candidates ont généralement été « sans étiquette » politique. Ceci s'explique par le mode de scrutin concernant les communes de moins de 3 500 habitants : scrutin majoritaire de liste à deux tours, où l'on vote nominalement pour les conseillers municipaux, et surtout où les listes peuvent être panachées (possibilité pour l'électeur d'ajouter ou supprimer des candidats sur une liste, sans que le vote soit nul). Et même, en tant que commune de moins de 2 500 habitants, les listes peuvent y être incomplètes, et les candidatures individuelles y sont admises. Cette absence de confrontation idéologique directe n'a pas toujours empêché le village de connaître une vie politique agitée à certaines périodes ; en témoigne par exemple sous la IIIe République un fascicule de 4 pages conservé à la Bibliothèque nationale de France, pamphlet politique rédigé en 1880 par le directeur de la papeterie et ancien maire Louis Dumont contre la municipalité suivante qui est néanmoins réélue sur 26 ans. Le mandat le plus long de l'histoire de Jouy-sur-Morin est au XXe siècle, celui d'Eustache Lenoir, réélu pendant 40 ans, qui connaît la IIIe République, la Seconde Guerre mondiale, la IVe République, et la naissance de le Ve République. Derrière lui au XIXe siècle, les mandats de Gabriel Vacheron s'étaient étalés sur plus d'une trentaine d'années, mais le mode d'éligibilité des maires était alors tout différent (nominations puis élections, distinction entre maire et conseil municipal) avant la IIIe République. Déterminé proportionnellement à la population de la commune, le nombre de conseillers municipaux à Jouy-sur-Morin est aujourd'hui de 19, nombre au sein duquel est désigné le maire, puis ses adjoints nommés par lui (en nombre et compétences variables selon des mandatures, entre 3 et 5 dans les dernières décennies).

### Liste des maires
| Période                                  | Période       | Identité               | Étiquette | Qualité                                                                      |
| ---------------------------------------- | ------------- | ---------------------- | --------- | ---------------------------------------------------------------------------- |
| Les données manquantes sont à compléter. |               |                        |           |                                                                              |
| 1815                                     | 1824          | Antoine Vidal          |           | Chamoiseau                                                                   |
| 1825                                     | 1826          | M. Delagarde           |           |                                                                              |
| 1826                                     | 1836          | Gabriel Vacheron       |           | Médecin                                                                      |
| 1836                                     | juin 1840     | Antoine Vidal          |           | Chamoiseau                                                                   |
| juin 1840                                | août 1846     | Augustin Brézillon     |           |                                                                              |
| août 1846                                | août 1870     | Gabriel Vacheron       |           | Médecin                                                                      |
| août 1870                                | août 1871     | Louis Auguste Lescuyer |           | Notaire honoraire                                                            |
| août 1871                                | août 1872     | M. Vignier             |           |                                                                              |
| août 1872                                | janvier 1878  | Louis Dumont           |           | Directeur de papeterie                                                       |
| janvier 1878                             | mai 1904      | Henri Richard          |           | Cultivateur                                                                  |
| mai 1904                                 | décembre 1919 | Ernest Charzat         |           | Directeur d'usine                                                            |
| décembre 1919                            | mars 1959     | Eustache Lenoir        |           | Géomètre                                                                     |
| mars 1959                                | mars 1971     | Fernand Dubois         |           |                                                                              |
| mars 1971                                | mars 1983     | Élisabeth Bréant       |           |                                                                              |
| mars 1983                                | juin 1995     | Jean-Marie Wienert     | DVD       | Géomètre-expert                                                              |
| juin 1995                                | mars 2001     | Agnès Pognot           | DVD       | Expert-comptable                                                             |
| mars 2001                                | octobre 2003  | Gérard Valory          | SE        | Architecte Démissionnaire                                                    |
| décembre 2003                            | mars 2008     | Agnès Pognot           | DVD       | Expert-comptable                                                             |
| mars 2008                                | mai 2020      | Luc Neirynck           | DVD       | Artisan électricien                                                          |
| mai 2020,                                | En cours      | Michael Rousseau       | DVD       | Chef de projet informatique Vice-président de la CC des Deux Morin (2020 → ) |

## Population et société

### Démographie

#### Évolution démographique
L'évolution du nombre d'habitants est connue à travers les recensements de la population effectués dans la commune depuis 1793. Pour les communes de moins de 10 000 habitants, une enquête de recensement portant sur toute la population est réalisée tous les cinq ans, les populations de référence des années intermédiaires étant quant à elles estimées par interpolation ou extrapolation. Pour la commune, le premier recensement exhaustif entrant dans le cadre du nouveau dispositif a été réalisé en 2005.

En 2022, la commune comptait 2 221 habitants, en évolution de +5,86 % par rapport à 2016 (Seine-et-Marne : +3,92 %, France hors Mayotte : +2,11 %).
| 1793  | 1800  | 1806  | 1821  | 1831  | 1836  | 1841  | 1846  | 1851  |
| ----- | ----- | ----- | ----- | ----- | ----- | ----- | ----- | ----- |
| 1 488 | 1 629 | 1 724 | 1 775 | 1 809 | 1 684 | 1 721 | 1 786 | 1 791 |

| 1856  | 1861  | 1866  | 1872  | 1876  | 1881  | 1886  | 1891  | 1896  |
| ----- | ----- | ----- | ----- | ----- | ----- | ----- | ----- | ----- |
| 1 770 | 1 762 | 1 835 | 1 786 | 1 940 | 1 955 | 1 947 | 1 845 | 1 705 |

| 1901  | 1906  | 1911  | 1921  | 1926  | 1931  | 1936  | 1946  | 1954  |
| ----- | ----- | ----- | ----- | ----- | ----- | ----- | ----- | ----- |
| 1 626 | 1 675 | 1 625 | 1 442 | 1 543 | 1 558 | 1 561 | 1 531 | 1 422 |

| 1962  | 1968  | 1975  | 1982  | 1990  | 1999  | 2005  | 2006  | 2010  |
| ----- | ----- | ----- | ----- | ----- | ----- | ----- | ----- | ----- |
| 1 615 | 1 504 | 1 660 | 1 637 | 1 806 | 1 929 | 2 000 | 2 007 | 2 144 |

| 2015  | 2020  | 2022  | - | - | - | - | - | - |
| ----- | ----- | ----- | - | - | - | - | - | - |
| 2 104 | 2 212 | 2 221 | - | - | - | - | - | - |

En population, Jouy-sur-Morin est la deuxième commune de l'ancien canton, derrière La Ferté-Gaucher et devant Choisy-en-Brie ; mais surtout, la commune n'a jamais été aussi peuplée qu'aujourd'hui, en passant le cap des 2 000 habitants. À la fin de la transition démographique et avant l'intensification de l'exode rural, Jouy n'avait atteint que 1955 habitant en 1881 ; et son minimum, dans les dernières décennies de l'exode rural, à 1 422 habitants en 1954. Cette nouvelle et régulière expansion est dans les schémas régionaux de déplacements mise sur le compte du phénomène de périurbanisation (actifs résidants sur la commune et travaillant au centre de la région parisienne) ; un tiers de la population est composé de néo-jouyssiens venus depuis le milieu des années 1990 de zones urbaines. Si cette évolution n'est pas l'exacte symétrie de celle des communes rurales limitrophes du canton, elle en suit néanmoins les grandes tendances ; en revanche elle est radicalement différente de l'évolution démographique de la ville voisine de La Ferté-Gaucher, qui n'avait au départ 1793 qu'un différentiel de 436 habitants de plus que Jouy-sur-Morin, pour en arriver en 2006 à un différentiel de 2 057 habitants.

#### Sociologie
À l'inverse de Paris, seule 15 % de la population ne possède pas de voiture
.

### Enseignement
La commune a la particularité de posséder deux écoles : l'école du Centre (primaire : au milieu du bourg central), et l'école du Champlat (maternelle et primaire : à la croisée du Bourg, de Champgoulin, du Marais, et de Voigny). La raison en est, qu'historiquement, jusqu'à la réforme du milieu des années soixante, l'école du Champlat était l'école des garçons, et celle du Centre l'école des filles. En niveau d'études de la population, en moyenne sur les quinze dernières années, l'empreinte très ouvrière de la commune est très marquée par rapport à la moyenne nationale : 7 % de Jouyssiens par rapport à 12 % nationalement au niveau bac, 4 % par rapport à 8,5 % nationalement au niveau Bac+2, et 3,5 % par rapport à 9 % nationalement au niveau supérieur L-M-D (Licence Master Doctorat).

### Manifestations culturelles et festivités
Le traditionnel vide-greniers de printemps, chaque week-end pascal (organisation associative).
La nouveauté du Repas de quartier les mois d'avril, au hameau de la Chair-aux-Gens.
Le défilé et brasier nocturne des feux de la Saint-Jean (juin, interrompu entre 2003 et 2008).
Vide-grenier de printemps, chaque fin avril, axé sur les rues centrales (vide-greniers organisation associative).

### Sports
Par rotation, tournoi de tennis du Circuit des Deux Morins ; grandes installations de musculation (centre associatif de remise en forme sous salle de 200 m²) ; pratique associative de la pétanque (La Pétanque de Jouy) et du football (l’Union sportive jouyssiene), et pratique importante du cyclotourisme. Colonie de vacances du château de Chauffour (XIXe siècle).

### Médias
Jouy-sur-Morin a possédé sa propre radio libre : RDM (Radio des Deux Morins).
PQR (Presse quotidienne régionale) : la commune est dans la zone de couverture du Parisien, édition Seine-et-Marne ; PHR (Presse Hebdomadaire Régionale) : la commune est dans la zone de couverture du Pays Briard, membre du groupe Publi-Hebdos.
Le bulletin municipal (arrêté en 2003) est de nouveau publié depuis fin 2008 (La gazette de Jouy), date à laquelle le site internet municipal a été créé.
Dans les médias nationaux, une journée de reportage a été tournée à Jouy-sur-Morin en avril 2008 dans le cadre de l'émission « Les Animaux de la 8 » (chaîne de télévision TNT Direct 8), au refuge animalier du hameau de Voigny (diffusée le 19 avril de la même année).

### Refuge animalier
Animaux domestiques : depuis 2003, Jouy-sur-Morin possède sur la commune le seul refuge animalier en France spécialisé dans les nouveaux animaux de compagnie, le refuge FREE (sigle : « Furets, Rongeurs, Etc, Etc ») au hameau de Voigny. Le champ couvert par cette structure originale recoupe une douzaine d'espèces de petits animaux de compagnie sous différents statuts juridiques du ministère de l'Agriculture, perdus ou abandonnés et replacés en adoption ou en parrainage : chinchilla, cochon d'Inde, écureuil de Corée, furet, gerbille, les différentes espèces de hamsters (hamster doré et les quatre espèces courantes de hamsters nains), lapin, octodon, rat, souris, etc. (soit : des carnivores domestiques, des rongeurs, et des lagomorphes).

## Économie

### Revenus de la population et fiscalité
En 2019, le nombre de ménages fiscaux de la commune était de 873 (dont 59 % imposés), représentant 2 134 personnes et la  médiane du revenu disponible par unité de consommation  de 21 930 euros, le 1er décile étant de 12 830 euros avec un rapport interdécile de 2,5.

### Emploi
En 2018, le nombre total d’emplois dans la zone était de 336, occupant 840 actifs  résidants (dont 11,1 % dans la commune de résidence et 88,9 % dans une commune autre que la commune de résidence).
Le taux d'activité de la population (actifs ayant un emploi) âgée de 15 à 64 ans s'élevait à 65,1 % contre un taux de chômage de 11,1 %. 
Les 23,7 % d’inactifs se répartissent de la façon suivante : 8,6 % d’étudiants et stagiaires non rémunérés, 5,5 % de retraités ou préretraités et 9,6 % pour les autres inactifs.

### Secteurs d'activité

#### Entreprises et commerces
- Situation en 1999.

Secteur primaire : une douzaine d'exploitations agricoles, pour une superficie moyenne de 104 ha (d'abord céréalière avec 872 ha, puis fourragère avec 187 ha). Élevages : avicole, bovins laitier (pour 1 929 habitants, Jouy-sur-Morin comptait l'année 1999 en animaux de production : 449 bovins et 10 843 volailles) ; cultures maraîchères, céréalières, et oléagineuse. Soit un total de six entreprises agricoles majeures : 2 EARL : de Beauchien, du Jariel ; Deux G.A.E.C. : de La Presle (Voigny), des deux Morins (Pinebart) ; Deux SARL : Mollicone (La Chair aux Gens), Ferme de Laval (Laval-en-Bas). Le lait produit n'est pas transformé sur place mais dirigé vers les fromageries voisines (brie, coulommiers) comme à Saint-Siméon ; l'élevage de volaille de Pouligny (oies, canards, pintades, dindes, poulets, cailles, lapins) est lui labellisé « Saveurs du terroir » (label touristique local) et pratique la vente directe de produits artisanaux (bocaux de conserves).
Secteur secondaire : Usine ArjoWiggins de papeterie (branche ArjoWiggins Security, Siret 43375325800022) pour papier monnaie et documents de sécurité (diffusion dans plus d'une centaine d'états étrangers, comme la Colombie, l'Afrique du Sud, la Thaïlande ; plus de 200 salariés, après d'importants licenciements en 2003, qui ont donné lieu à une grève et des incidents sur le parking de l'usine). Petite usine de Tomette de Jouy : carrelage de la société Extrême Décors, plus de 10 salariés (SARL, Siret 41772053900036). Ces usines sont concentrées sur les hameaux de La Chair-aux-Gens à l'est du village, et du Marais à l'ouest du village (Mesures de prévention pollution du site visible sur le site de la D.P.P.R. du ministère de l'Écologie (aucun établissement n'est classé en risque SEVESO, comme d'ailleurs dans son canton et les cantons voisins).
Secteur tertiaire : comme à l'échelle nationale, il est aujourd'hui dominant (75 % des entreprises jouyssiennes) Commerces et services de proximité (bureau de Poste, pharmacie) ; nombreuses petites entreprises en B2B (services aux professionnels, une douzaine) et en B2C (services aux particuliers, une vingtaine). Les activités couvertes par les entreprises de services aux consommateur sont surtout dans les secteurs de l'alimentaire et de l'artisanat de travaux ; les activités des entreprises de services aux entreprises sont elles plus hétérogènes (des articles de loisirs aux prestations de graphisme, en passant par la transformation alimentaire). La grande étendue et la diversité économique de la commune explique aussi sans doute le grand nombre de SCI à Jouy-sur-Morin pour la gestion du foncier.
Gîte rural (3 épis) au hameau de Breuil ; la commune n'a pas suivi dans les années 1990 le virage touristique des communes voisines et de son chef-lieu de canton.
- Au 31 décembre 2019, le nombre d’unités légales (activités marchandes hors agriculture) par secteur d'activité était de 113 dont 11 dans l’industrie manufacturière, industries extractives et autres, 25 dans la construction, 45 dans le commerce de gros et de détail, transports, hébergement et restauration, 1 dans l’Information et communication, 1 dans les activités financières et d'assurance, 5 dans les activités immobilières, 11 dans les activités spécialisées, scientifiques et techniques et activités de services administratifs et de soutien, 7 dans l’administration publique, enseignement, santé humaine et action sociale et 7 étaient relatifs aux autres activités de services[159].
- En 2021, 24 entreprises ont été créées sur le territoire de la commune, dont 19 individuelles[160].
- Au 1er janvier 2022, la commune ne disposait pas d’hôtel et de terrain de camping[161].

## Culture locale et patrimoine

### Monuments et lieux remarquables
La commune compte un monument répertorié à l'inventaire des monuments historiques (Base Mérimée) :
- Église Saint-Pierre-et-Saint-Paul (XIIe-XIIIe siècles, transformée XVIe siècle),  Inscrit MH[163], auquel il convient d’ajouter le patrimoine mobilier classé suivant : 
  - Fonts baptismaux en pierre du XVIe siècle[164] ;
  - Retable de la chapelle de la Vierge et lambris  (Chapelle sud (de la Vierge))[165] ;
  - Deux bas-reliefs : Le Baptême du Christ et La Résurrection  (Chapelle des fonts baptismaux )[166] ;
  - Verrière : Saint en armure (Façade)[167] ;
  - Verrière de la chapelle de la Vierge : Scènes de la vie de la Vierge (baie 0)  (Chapelle de la Vierge)[168] ;
  - Verrière : Scènes de la vie de Jeanne d'Arc (Nef )[169] ;
  - Verrières du chœur : Scènes de la vie du Christ, de saint Pierre et de saint Paul (chœur)[170] ;
  - Verrière de la chapelle de la Vierge : Scènes de la vie de la Vierge (baie 2) (Chapelle de la Vierge)[171] ;
  - Peinture monumentale : Scènes de la vie et du martyre d'une sainte[172].

### Autres lieux et monuments
- Pont dit « des Romains », pont moderne construit sur les vestiges de l'ancienne voie romaine, près du hameau du Montcel.
- Nombreux petits moulins à eau (alimentaires ou manufacturiers), de cette « Brie des Moulins » du XVIe au XVIIIe siècle : (d'amont en aval, moulins dits de) : Vidal, Ramonets, Chair-aux-Gens, Planchotte, Gailles, Faubourg, Marais, Gué-Blandin, Crèvecœur ; et la liste pourrait être encore plus longue, avec les moulins disparus depuis longtemps, comme ceux retrouvés lors des prospections archéologiques menées par le centre fédéral d'archéologie de Crécy-la-Chapelle et le service régional d'archéologie en 2001 à l'est de la commune.
- Lavoirs du XIXe siècle : (d'ouest en est, lavoirs dits de) : lavoir de Crèvecœur, lavoir du Faubourg, lavoir du Bourg, lavoir des Olivots.
- Chapelle du Marais

Dans plusieurs hameaux de la commune (Breuil, Champgoulin, Voigny, etc.), on peut voir des fermes de « style briard » (grandes fermes en forme de U organisées autour d'une cour intérieure) et des « bricoles » (petites fermes d'exploitation modeste), avec ou sans puits ; les murs étant faits en pierre de meulière et mortier. Chacune ayant eu son histoire au fil des époques (fortifiées ou gentilhommées), et des aménagements et restaurations, soit à enduit uniforme soit enduit à « pierre-vue ».

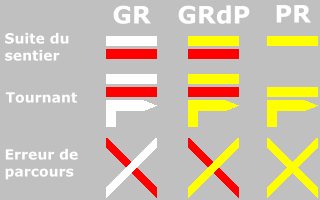
Les codes de balisage des trois catégories de sentiers de randonnée, normes FFR (en).

Curieusement, le monument aux morts ne se trouve pas sur une place centrale au bourg, mais excentré au Faubourg, à l'entrée de la rue de la Gare, lieu de départ pour le front de la Première Guerre mondiale.
Sentiers de randonnées (GR) : le GPR (sentier de Grande Randonnée de Pays, balisage rouge et jaune) « des Deux Morins » traverse la commune su Sud-Est ou Nord-Ouest. Et le PR (sentier de Petite Randonnée, balisage jaune) du « pont des Romains » le rejoint sur une partie du parcours. Tout à l'est de la commune, un autre PR, le « Ramonnets-Montigny » passe par les plans d'eau des anciennes gravières.
Promenades et haltes le long des berges de la rivière du Grand-Morin ; chemins dans les petits bois (Rongeriaux de la Piesles -menant au sentier de randonnée du GR 14 (balisage rouge et blanc)-, Bois Brayer, bois des chemins des Gailles, autour de Chauffour et de Pouligny).
Le long des virages de la départementale 66 et du Grand Morin, une piste cyclable est en projet au travers des champs et des bois, dans le cadre du réseau cyclable structurant régional (dans le cas du SDRIF 2007).

### Patrimoine naturel

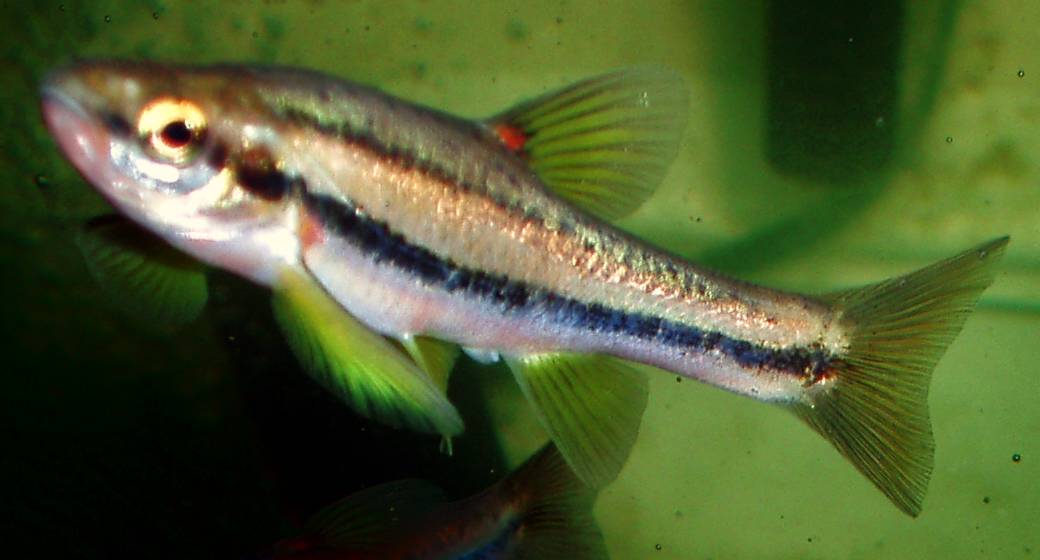
Un vairon adulte, prise de vue en 2007 (nom scientifique : Phoxinus erythrogaster).

#### Pêche
Le Grand Morin est en aval de La Ferté-Gaucher, cours d'eau de catégorie 2 ; les deux stations d'observation piscicoles de l'ONEMA les plus proches sont celle de La Ferté-Gaucher (no 03771001, 2 km en amont) et celle de Saint-Rémy-la-Vanne (no 03770090, 4 km en aval). La population de la section de rivière (très variée du fait des ouvrages humains de moulins, qui font alterner retenues calmes et chutes rapides) est à dominante de cyprinidés (selon les endroits : carpes, chevesnes, gardons, tanches, vairons) et de poissons de fond (chabots, loches), secondairement de carnassiers (brochets, perches), et quant aux salmonidés, quelques rares truites s'aventurent en deçà de La Ferté-Gaucher ; on peut citer un record publié d'André Sobremant en 2002, avec un brochet de plus d'un mètre. Le territoire de la commune compte aussi deux garde-chasse, veillant à l'application de la réglementation (comme celle des plans de chasse au lièvre).

#### Faune et flore
Petits bois de feuillus (chêne pédonculé, chêne rouvre), avec leurs champignons saisonniers (pleurotes, rosé des prés). Dans les zones non boisées de Jouy-sur-Morin, on peut trouver des ronces à mûrier côté fruits ; d'achillée millefeuille, de liseron des champs, de pensée, de renoncules, de sainfoin (une rue de la commune porte d'ailleurs le nom de « rue du Sainfoin ») côté fleurs ; et aussi de folle avoine, de pâturin des près, de vulpin des champs côté graminées ; de trèfle violet (ou « trèfle sucré ») côté plantes mellifères ; ou encore des orties côté cuisine. Sur les bords de rivière, les arbres visibles à Jouy sont principalement des saules, et très secondairement des peupliers. Présence sur le territoire communal de faune observable (chevreuils, lièvres, lapins de garenne, perdrix, voire de faisans), confirmée par les listes des plans de chasse départementaux et les récits d'automobilistes ; difficiles à observer, on peut citer dans les micromammifères commensaux la présence de campagnols, souris, voire de rat des moissons. Population aviaire de passereaux et de Corvidés.

### Personnalités liées à la commune
En dehors de l'ancien maire Eustache Lenoir, à la longueur de mandat exceptionnelle de 40 ans de réélections (1919-1959), presque aucun des personnes historique de la commune n'a de nom de rue dans la voirie de Jouy-sur-Morin (avenue Eustache-Lenoir dans le cas présent), presque exclusivement constituée de toponymes.
Le cas de Gilbert Chevance (avenue Gilbert Chevance), pionnier de la Résistance, militant de Combat Zone Nord, chevalier de la légion d'honneur, croix de guerre 1940, frère de Maurice Chevance s'est posé de façon différente.
L'annuaire des titulaires de la Légion d'honneur mentionne, au XIXe siècle trois récipiendaires jouyssiens : Pierre Houzelot, chirurgien né le 1er septembre 1802, membre de la Société de chirurgie de Paris (Académie royale de chirurgie) ; Charles Caffin, né le 14 mars 1835 (dossier cote LH/403/55 au Centre d’accueil et de recherches des Archives nationales) ; Émile Larieux, né le 11 octobre 1855.
Jouy-sur-Morin est le lieu de naissance (1873) du poète Léon Charpentier, chroniqueur parisien (En roulant) sous la IIIe République.
Village natal aussi (1895) du pilote du guerre Jean Navarre (son père André Navarre était le directeur de la Papeterie du Marais de 1893 à 1898 avant de repartir en province), une jeune tête brûlée surnommée « la sentinelle de Verdun » ; as de la chasse française de la Première Guerre mondiale, il reçoit la médaille militaire et la Légion d'honneur et compte une trentaine de victoires dont douze homologuées. Son curriculum militaire a été autant remarqué par ses actes d'indiscipline que par ses records (premier « doublé » de l'aviation de chasse le 26 février 1916, et premier « quadruplé » le 26 avril 1916, les deux exploits sur le front de Verdun). Blessé, il reprend le service en 1917, pour mourir prématurément après la guerre dans un accident le 10 juillet 1919.
Jouy-sur-Morin est le lieu de retraite et de décès d'un grand scientifique français du XIXe siècle, Jean Guillaume Audinet-Serville (mort en 1858) ; entomologiste de renom, il systématise l'ordre des Orthoptères (insectes aux ailes droites, comme les sauterelles, cigales et grillons), avec la Revue méthodique de l’ordre des Orthoptères, qui (Annales des sciences naturelles, 1831). Il continue ensuite les travaux de Buffon, avec dans la série d’ouvrages intitulée les Suites à Buffon, un volume sur ces mêmes animaux (Histoire naturelle des insectes orthoptères, 1839). Jean Guillaume Audinet-Serville était l'un des 18 membres fondateurs de la Société entomologique de France en 1832 et le premier président élu. Ses riches collections scientifiques personnelles (d'animaux naturalisés) ne sont pas restées sur la commune, vendues et dispersées à divers entomologistes à partir de 1845.
Maurice Nadeau (1911-2013), homme de lettres, éditeur, entre autres, de René Char, Céline, Beckett, Kerouac, Arrabal, etc., père de la comédienne Claire Nadeau et du réalisateur Gilles Nadeau, est inhumé au cimetière de Jouy-sur-Morin.

### Héraldique
| Blason de Jouy-sur-Morin | Blason  | Ondé coupé, au premier d'argent à la main dextre, appaumée de gueules sommée d'une croisette latine du même ; au second d'azur à trois coquilles d'or. Ornements extérieursTimbré d'une couronne murale et soutenu de deux épis de blé croisés en sautoir, le tout d'or. |
| Blason de Jouy-sur-Morin | Détails | Blason conçu par Stéphane Devillers. Adopté en conseil municipal le 28 septembre 2001. |

Contacté par la municipalité en juin 2001 pour effectuer des recherches concernant un blason communal existant ou bien - s'il n'en existait pas, des recherches visant à la création de ce blason, M. Stéphane Devillers travailla à l'élaboration d'un blason répondant aux règles de composition de l'héraldique et qui soit basé sur une symbolique liée à l'histoire de la commune. Ce travail fut validé par le Conseil Français d'Héraldique, avant d'être soumis au conseil municipal. Ce blason communal fut adopté le 28 septembre 2001 par l'ensemble du conseil municipal de Jouy-sur-Morin - sous le mandat de monsieur Gérard Valory.
Le « coupé-ondé » d'argent et d'azur représente le Grand Morin, la rivière passant sur le territoire de la commune.
On trouve en 1 un meuble représentant un filigrane du XVIIe siècle dit de la main bénissante, probablement utilisé à cette époque dans les papeteries de la vallée du Grand-Morin. Sa symbolique est double : en tant que filigrane il représente l'industrie papetière - omniprésente sur le territoire communal, et de par sa forme dite de main bénissante, il représente la suzeraineté de l'abbaye royale Notre-Dame et Saint-Pierre de Faremoutiers - suzeraineté qui s'exerça sur le fief de Jouy-sur-Morin dès avant l'an 1000[Passage contradictoire] et jusqu'à la Révolution française.
On trouve en 2 un groupe de 3 coquilles d'or sur fond azur : il s'agit là du meuble central du blason de la famille de Bonneval, titulaire du fief vassal de Jouy-sur-Morin à compter de 1478 - par don du roi Louis XI, et ce jusqu'à la veille de la Révolution française : en 1736 la branche cadette de la famille céda à l'abbaye de Faremoutiers ses droits sur la Seigneurie du Montcel de Jouy-sur-Morin[Passage contradictoire], et la branche aînée fit de même pour le fief de la seigneurie en partie de Jouy, vers 1770. Le château seigneurial, situé hors du bourg, est alors rasé par décision de l'abbesse, vers 1780.
L'écu des de Bonneval se blasonnait d'argent à la fasce d'azur chargé de 3 coquilles d'or, ce blason étant gravé sur les fonts baptismaux visibles dans l'église du village.
La couronne murale de couleur qui timbre l'écu, représente le mur d'enceinte édifié au XVIe siècle autour du bourg de Jouy-sur-Morin, suivant les lettres de clôture de la ville de Jouy-sur-Morin données à Paris au mois de mars 1543.
Les épis de blé liés en sautoir qui soutiennent l'écu marquent quant à eux l'importance historique de l'activité agricole dans la commune.
Le dossier d'élaboration du blason municipal a été déposé aux archives départementales de Seine-et-Marne par M. Stéphane Devillers.

#### Écusson sportif

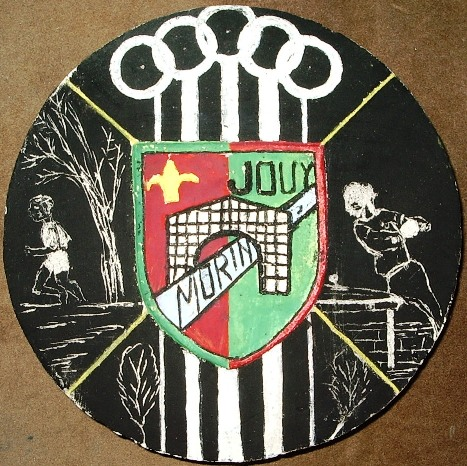
En partie centrale, blason des années soixante.

Le premier blason de Jouy-sur-Morin est conçu par M. Aurélien Parent, directeur de l'école des garçons (Champlat) et président de la commission Nationale Ufolep TT, en l'année scolaire 1959/1960. Il fut créé avec la participation des élèves, et largement utilisé par les équipes sportives en renouveaux, notamment d’athlétisme, qui avaient besoin d'un véritable emblème.
Il fut principalement diffusé sous la forme d’écussons en tissu, cousus sur les vêtements ou attachés sur du matériel, mais aussi en fanions, arborés lors des compétitions, ou parfois de spectacles organisés dans le préau de l’école. Il fut aussi utilisé en décoration de différents objets confectionnés par les élèves, et revendus pour alimenter la coopérative scolaire (exemple sur photo).
À sa retraite en 1982, M. Parent, devenu entre-temps maire-adjoint honoraire chargé des sports de Chelles, proposa une reconnaissance officielle de cette première création. Un premier héraldiste fut alors mandaté par la commune pour mettre au point un blason normalisé. Ce blason originel ne fut pas retenu, mais c'est cette démarche qui a abouti au présent blason.